# Vanessa Marcil
Vanessa Marcil Giovinazzo (* 15. Oktober 1968 als Sally Vanessa Ortiz in Indio, Kalifornien) ist eine US-amerikanische Schauspielerin, die vor allem durch ihr Mitwirken in den Fernsehserien General Hospital und Las Vegas bekannt wurde.

## Karriere
Einem breiten Publikum wurde Marcil in ihrer Rolle als Brenda Barrett in der Fernsehserie General Hospital bekannt. Für die Rolle, die sie ab 1992 bekleidete, erhielt sie zwei Emmy-Nominierungen in den Jahren 1997 und 1998. Im Jahr 1994 wirkte sie im Musikvideo zu The Most Beautiful Girl in the World von Prince mit.
Ihr Kinofilmdebüt gab Marcil 1996 in The Rock – Fels der Entscheidung als Filmfreundin von Nicolas Cage. 1997 übernahm sie eine Gastrolle in zwei Folgen von Steven Spielbergs Serie High Incident. 1999 spielte sie in den zwei Independent-Kinofilmen Nice Guys Sleep Alone und This Space Between Us mit.
In der Serie Las Vegas (2003–2008) gehörte sie als Casinohostess Sam Marquez zu den Hauptdarstellern.

## Privatleben
Marcil war von 1989 bis 1993 mit Corey Feldman verheiratet, was sie zuerst allerdings dementierte. Von 1999 bis Frühjahr 2003 war sie mit dem Schauspieler Brian Austin Green liiert. Sie haben einen Sohn (* 30. März 2002). Am 11. Juli 2010 heiratete Marcil den Schauspieler Carmine Giovinazzo in einer privaten Zeremonie in New York. Im Juni 2010 hatte das Paar bekanntgegeben, dass sie ihr erstes Kind erwarten; im Dezember 2011 gab Giovinazzo jedoch via Twitter bekannt, dass Marcil eine Fehlgeburt erlitten hatte. Am 22. August 2012 wurde bekannt, dass Marcil in Los Angeles die Scheidung eingereicht hatte. Als Grund wurden „unüberbrückbare Differenzen“ genannt.

## Filmografie
- 1992–2015: General Hospital (Fernsehserie)
- 1996: The Rock – Fels der Entscheidung (The Rock)
- 1997: High Incident – Die Cops von El Camino (High Incident, Fernsehserie, Gastrolle)
- 1998–2000: Beverly Hills, 90210 (Fernsehserie)
- 1999: Nice Guys Sleep Alone
- 1999: This Space Between Us
- 2001–2003: New York Cops – NYPD Blue (NYPD Blue, Fernsehserie, Gastrolle)
- 2002: Virtual Storm (Storm Watch)
- 2003–2008: Las Vegas (Fernsehserie, 106 Episoden)
- 2004–2005: Crossing Jordan – Pathologin mit Profil (Crossing Jordan, Fernsehserie, Gastrolle)
- 2008: The Nanny Express (Fernsehfilm)
- 2008: Lipstick Jungle (Fernsehserie, Gastrolle)
- 2009: Without a Trace – Spurlos verschwunden (Without a Trace, Fernsehserie, Gastrolle)
- 2009: One Hot Summer
- 2010: The Bannen Way
- 2012: Hawaii Five-0 (Fernsehserie, Gastrolle)
- 2014: Borrowed Moments
- 2014: Am Rande des Hurrikans (Stranded in Paradise)
- 2016: The Convenient Groom (Fernsehfilm)
- 2017: The Wrong Mother
- 2019: Bad Tutor (Fernsehfilm)
- 2019: My Stepfather's Secret